# 东山林公宫
东山林公宫，是位于中国福建省宁德市周宁县李墩镇东山村的一个清代古建筑，2012年入选周宁县第三批文物保护单位。
东山林公宫是奉祀林公忠平王的宫庙，始建于清朝嘉庆二十二年（1817年），建筑坐东北朝西南，面积153平方米，有大厅、戏台和天井等结构，大厅面阔三间、进深五柱，穿斗、抬梁混合式土木结构歇山顶，厅内有祀奉林公忠平王的神龛，天井则与戏台以两侧过雨廊连接，正门上悬挂有宫庙建成当年所写的匾额。